# 維利亞卡
維利亞卡（pronunciationⓘ）是拉脫維亞的城鎮，位於該國東北部，距離首都里加246公里，毗鄰與俄羅斯接壤邊境，面積6.37平方公里，鎮上的天主教教堂在1884年至1890年間興建，2011年人口1,534。